# Rancho Galea
Rancho Galea är en ort i Mexiko.   Den ligger i kommunen Ocotlán de Morelos och delstaten Oaxaca, i den sydöstra delen av landet, 400 km sydost om huvudstaden Mexico City. Rancho Galea ligger 1 540 meter över havet och antalet invånare är 209.
Terrängen runt Rancho Galea är kuperad österut, men västerut är den platt. Runt Rancho Galea är det ganska tätbefolkat, med 67 invånare per kvadratkilometer. Närmaste större samhälle är Vicente Guerrero, 16,1 km norr om Rancho Galea. Omgivningarna runt Rancho Galea är en mosaik av jordbruksmark och naturlig växtlighet.